# Радлін (Люблінське воєводство)
Радлін (пол. Radlin) — село в Польщі, у гміні Ходель Опольського повіту Люблінського воєводства.
Населення — 360 осіб (2011).
У 1975-1998 роках село належало до Люблінського воєводства.

## Демографія
Демографічна структура станом на 31 березня 2011 року:
|          | Загалом | Допрацездатний вік | Працездатний вік | Постпрацездатний вік |
| -------- | ------- | ------------------ | ---------------- | -------------------- |
| Чоловіки | 189     | 46                 | 116              | 27                   |
| Жінки    | 171     | 31                 | 86               | 54                   |
| Разом    | 360     | 77                 | 202              | 81                   |